# Philippe Fernandez
Philippe Fernandez est un réalisateur français né en 1958 à Paris.

## Biographie
Philippe Fernandez a signé des performances, des vidéos et des installations multimédias de 1980 à 1995 avant de tourner des courts métrages.
Après Léger tremblement du paysage, sorti en 2008, il a réalisé un deuxième long métrage de science-fiction, Cosmodrama.
Ces deux longs métrages ont été présentés au festival de Cannes (programmation de l'ACID), le premier en 2008, le second en 2015.

## Filmographie

### Courts métrages
- 1998 : Conte philosophique (la caverne)
- 1999 : Réflexion
- 2004 : Connaissance du monde (drame psychologique)
- 2005 : Home cinéma

### Longs métrages
- 2008 : Léger tremblement du paysage
- 2015 : Cosmodrama